# Corral Choique (localidad)
Corral Choique es una localidad argentina ubicada al sur del departamento Veinticinco de Mayo, provincia de Río Negro, cerca del límite con la provincia del Chubut.

## Toponimia
El nombre de la localidad se debe al choique patagónico (Rhea pennata pennata).

## Geografía
Corral Choique se encuentra ubicada en las coordenadas 41°52′14″S 68°21′05″O / -41.87056, -68.35139, a 1245 m s. n. m. Su clima es frío y seco, correspondiente con el de la meseta patagónica.